# نامبی نارایانان
نامبی نارایانان متولد ۱۹۴۱ میلادی است وی یک مهندس هوافضای هندی است که برای سازمان تحقیقات فضایی هند (ISRO) کار می‌کرد و توانست با توسعه موتور موشک Vikas به برنامه فضایی هند کمک قابل توجهی کند. او تیمی را رهبری کرد که فناوری موتور Vikas را از فرانسوی‌ها به دست آورد. این فناوری در اولین وسیله پرتاب ماهواره قطبی PSLV هند مورد استفاده قرار گرفت. او به عنوان یک مقام ارشد در سازمان تحقیقات فضایی هند (ISRO)، مسئول بخش برودتی بود. او در سال ۲۰۱۹ جایزه سومین جایزه عالی غیرنظامی هند را دریافت کرد.
او در سال ۱۹۹۴ در یک پرونده جاسوسی متهم و دستگیر شد و در زندان مورد شکنجه فیزیکی قرار گرفت. اتهامات علیه او توسط دفتر مرکزی تحقیقات (CBI) در سال ۱۹۹۶ رد شد، و دادگاه عالی هند دولت را به دلایل فنی از ادامه تحقیقات خود منع کرد. در سال ۲۰۱۸، دادگاه عالی، غرامت قابل توجهی به او اعطا کرد.
فیلم موشک سازی بر اساس زندگی او با بازی و کارگردانی رانگاناتان مدهوان در سال ۲۰۲۲ اکران شد.

## جوایز
- او در سال ۲۰۱۹ جایزه Padma Bhushan، سومین جایزه برتر غیرنظامی هند را بدست آورد.

## کتاب‌ها
- اورماکالود براماناپادهام "Ormakalude Bhramanapadham": زندگی‌نامه‌ای از نامبی نارایانان، پراجش سن؛ کتاب‌های جاری تریسور، ۲۰۱۷.
- آماده آتش: چگونه بلومزبری هند و من از پرونده جاسوسی ISRO جان سالم به در بردیم نوشته نامبی نارایانان، آرون رام. بلومزبری هند، ۲۰۱۸.